# Kongarahalli, Bangarapet
Kongarahalli là một làng thuộc tehsil Bangarapet, huyện Kolar, bang Karnataka, Ấn Độ.